# 日出東方 (太陽能公司)
日出東方太陽能股份有限公司，簡稱日出東方太陽能股份、日出東方太陽能，以及日出東方（英語：Jiangsu Sunrain Solar Energy Company Limited，上交所：603366），於1997年由徐新建（董事長）創立前身為「连云港市太阳雨热水器制造有限公司」，以及「江苏太阳雨太阳能有限公司」。而總部位於中國江苏省连云港市新浦区瀛洲路1号新银双厦西座15楼。
現時業務在國內經營生產及銷售以「太陽雨」和「四季沐歌」品牌的，各種太陽能產品，招股價為21.5元人民幣，發行新股為1億股，而集資額為21.5億元人民幣，其中主要包括中科黄海、复星谱润、上海谱润等基礎投資者，而股份則在2012年5月21日於上海證券交易所上市。

## 連結
- Solareast.com （页面存档备份，存于）